# 臭氧公園-萊弗茨林蔭路車站
臭氧公園-莱弗茨林蔭路車站（英語：Ozone Park–Lefferts Boulevard station）是美國紐約地鐵IND福爾頓街線的高架總站，位於皇后區莱弗茨林蔭路和自由大道的交界，是A線（任何時候停站）莱弗茨林蔭路支線的總站。雖名為此，車站實際上並不位於臭氧公園，而是位於旁邊的鄰里里奇蒙山。

## 車站結構
| P 月台層 | 西行     |                                       |
| P 月台層 | 島式月台 |                                       |
| P 月台層 | 西行     |                                       |
| M        | 夾層     | 閘機、車站詢間處、MetroCard自動售票機 |
| G        | 街道     | 出入口                                |

此站是A線列車三個南端總站之一。雖然考慮到IND第八大道線在曼哈頓是南北走向的情況下，在鐵路方向上來說這是一個「南端」總站，但軌道下方的自由大道地理上是西南偏西至東北偏東走向，所以「南行」列車實際上前朝向東北偏東前進，比起向南更偏北。
此站設有一個島式月台和兩條軌道。軌道在車站的地理北端的止衝擋結束。車站的地理南端路線由兩條軌道分成三條。中央快車軌道現時不營運。

## 外部連結
- nycsubway.org—IND Fulton Street Line: Lefferts Boulevard
- Station Reporter — A Lefferts
- The Subway Nut — Ozone Park–Lefferts Boulevard Pictures （页面存档备份，存于）
- Lefferts Boulevard entrance from Google Maps Street View
- 116th Street entrance from Google Maps Street View
- Platform from Google Maps Street View